# Послание к римлянам (Барт)
«Послание к Римлянам» (нем. «Der Römerbrief», «Письмо римлянам») — труд-комментарий швейцарского теолога Карла Барта к новозаветному посланию апостола Павла к римлянам (первая часть в 1918, вторая — 1922). В этом труде Барт критикует либеральную теологию и впервые начинает генерировать новое направление теологии — неортодоксию, где возвращает интерес к догматике и защищает веру в уникальное Откровение Бога через Христа. Барт раскрывает веру в Бога и субъективное Его переживание через личный опыт в духе экзистенциализма Кьеркегора.

## История
Разочаровавшись как в немецком протестантском либерализме, так и в религиозном социализме после начала Первой мировой войны в 1914 году, Барт решил летом 1916 года написать комментарий к «Посланию Павла Римлянам», чтобы переосмыслить своё теологическое наследие. В то время Барт был пастором в Саффенвилли в Швейцарии. Протестантская либеральная теология сыграла значительную роль в подъёме немецкого национализма к Первой мировой войне, что привело к разочарованию Барта и попыткам реструктуризации протестантской теологии. 
Первое издание комментария вышло в декабре 1918 г. (но с датой публикации 1919 г.). Это было первое издание произведения, которое принесло Барту приглашение преподавать в Гёттингенском университете и которое Карл Йордан описал, что Барт упал «как бомба на площадку теологов». В октябре 1920 года Барт решил, что ему необходимо пересмотреть первое издание, и последующие одиннадцать месяцев работал над переписыванием комментария, окончив приблизительно в сентябре 1921 года. Второе издание было опубликовано в 1922 году и переведено на английский язык в 1933 году.

## Содержание
Барт во время всего содержания труда комментирует разные цитаты и целые контексты с послания Павла к римлянам, на основе этого он критикует либеральную протестантскую теологию за игнорирование фактора личной веры и нивелирование личного познания и переживания Бога, что невозможно объяснить рационально, ведь разум в духовных вопросах не имеет силы, Бога невозможно осмыслить рационально, а только благодаря пути личной веры. Теолог переосмысливает понимание Бога и веры в Него. Барт пишет, что Бог совсем другой. Своими парадоксальными высказываниями, навеянными Кьеркегором, Барт преследует полемически освободительное намерение: «Но Бог на небе, а вы на земле! И именно незнание того, что Бог знает, есть знание о Боге, утешение, свет, сила, знание вечности, с которой мы пребываем во времени».
Бог незаметен для ума, но заметен в откровении Иисуса Христа. Барт подчёркивает спасительную Божью благодать и неспособность человечества познать Бога вне Божьего откровения во Христе. В частности, Бог, открывшийся на кресте Иисуса, бросает вызов и низвергает любую попытку объединить Бога с человеческими культурами, достижениями или владениями. Основой и целью человеческой истории является Иисус Христос, однако не такой, кто жил в своей исторической среде, как Иисус из Назарета, а тот, кто несёт свой крест: это олицетворяет Божье «Нет» всем человеческим попыткам достичь Божьего намерения и осознать Бога, который только один уникально и полностью (всей сущностью) открыл Себя через Богочеловека Иисуса Христа.